# 김승호 (1963년)
김승호(金承浩, 1963년 8월 13일, 전라남도 여수시 신월동 ~ )은 대한민국의 제7대 전라남도 여수시의원이다.

## 학력
- 1971.03 ~ 1976.02 여수남국민학교 30회 졸업
- 1977.03 ~ 1979.02 여수중학교 29회 졸업
- 1980.03 ~ 1982.02 여수상업고등학교 25회 졸업
- 2012 한국열린사이버대학교 창업경영컨설팅학과 졸업

## 경력
- 근로농민당 전남도당 여수·여천·광양시 지구당
- 근로농민당 전남도당 여수·여천·광양시 대의원
- 근로농민당 전남도당 여수·여천·광양시 재무차장
- 전남민주회복국민협의회 회원
- 해태경리학원 원장
- 1987년 6·29선언 직전 여수시 민주화항쟁 참여
- 평화민주당 전남도당 여수시 지구당 대의원
- 평화민주당 전남도당 여수시 지구당 상무·당기위원
- 평화민주당 전남도당 여수시 지구당 총무부장
- 민주당보 여수주재기자
- 중앙일보 여수지국장
- 여수상업고등학교 동문회 총무차장
- 국회의원 김충조 후원회 운영위원
- 여수시 체육회 사격연맹 이사
- 전라남도 여수지역 통신원
- 남해안생선요리축제 추진위원
- 진남전국 국악경연대회 기획위원장
- 일본국 가라쓰군찌축제 견학
- 중국 조선족돕기 위문방문
- 통일시대준비위원회 운영위원
- 민주당 전남도지부 대의원
- 민주당 전남도지부 중앙당 대의원
- 새정치국민회의 전남도당 여수시 지구당 대의원
- 새정치국민회의 전남도당 여수시 지구당 상무위원
- 새정치국민회의 전남도당 여수시 지구당 총무부장
- 새정치국민회의 전남도당 여수시 지구당 대외협력위원장
- 새정치국민회의 전남도지부 대의원
- 새정치국민회의 전남도지부 중앙당 대의원
- 김대중 대통령 후보 여수시 선대위원회 상황실장
- 새천년민주당 전남도지부 청년특별위원회 부위원장
- 새천년민주당 여수시 지구당 대의원
- 새천년민주당 여수시 지구당 상무위원
- 새천년민주당 중앙당 대의원
- 새천년민주당 전남도당 여수시 지구당 기획조정위원장
- 노사모(노무현을 사랑하는 사람들의 모임) 회원
- 노무현 대통령 후보 청년특보단 여수시 단장
- ㈜고려기업 이사
- 가락여수종친회(김씨, 허씨, 이씨) 조직부장
- 여수종고회 회원
- (사)여수시 진남제전보존회 이사
- (사)여수시 진남제전보존회 사무국장
- 유한회사 중앙환경건설 대표이사
- 여수정보과학고등학교 총동문회 사무부장
- 전라남도 주민자치회 수석부회장
- 여수시 통합체육회 운영이사
- 민주당 중앙당 대의원
- 민주당 전남도당 대의원
- 민주당 전남도당 지방자치국장
- 더불어민주당 전남도당 대의원
- 더불어민주당 중앙당 대의원
- 더불어민주당 전남도당 지방자치국장
- 더불어민주당 전남도당 여수시 갑 지역위원회 조직위원장
- 더불어민주당 전남도당 여수시 갑 지역위원회 상무위원
- 더불어민주당 전남도당 여수시 갑 지역위원회 지역경제특별위원장
- 여수시 국동 주민자치위원회 위원
- 여수시 국동 주민자치위원회 위원장
- 국동 기업유치위원회 위원장
- 국동한마음나눔잔치위원회 위원장
- (재)여수시 인재육성장학회 이사
- (사)한국연예예술인협회 여수지회 자문위원
- 전남주민자치회 수석부회장
- 여수시 청소년 선도위원회 위원
- (사)여수진남거북선축제보존회 이사
- (사)한국청소년육성회 여수지부 이사
- (사)한국청소년육성회 봉산분회장
- 여수시 국동 지역사회보장협의체 위원
- 여수시 체육회 이사
- 운정기업주식회사 대표이사
- 김진노래봉사단 후원회장
- 문재인 대통령 후보 중앙선대위 국가정책위 자문위원
- 2018.07 ~ 2020.02 제7대 전라남도 여수시의회 의원
- 2018.07 ~ 2020.02 제7대 전라남도 여수시의회 전반기 기획행정위원회 위원
- 2018.07 ~ 2020.02 제7대 전라남도 여수시의회 전반기 예산결산특별위원회 위원
- 2018.07 ~ 2020.02 제7대 전라남도 여수시의회 전반기 의회운영위원회 위원
- 2018.11 ~ 2018.11 제7대 전라남도 여수시의회 기획행정위원회 행정사무감사 위원
- 2019.04 ~ 2019.08 제7대 전라남도 여수시의회 웅천택지개발사업실태파악특별위원회 위원

## 수상
- 평화민주당 김대중 총재 감사패
- 평화민주당 전남도지부장 감사패

## 공직선거법 위반
더불어민주당 김승호 의원은 지방선거를 앞두고 지역의 노래봉사단 후원회장을 맡아 회비와 후원금 방식으로 돈을 기부한 혐의로 불구속 기소되어 1심에서 당선무효형에 해당되는 벌금 500만원이 선고되었다. 12월 5일 2심 선고에서 벌금 300만원으로 일부 감형됐지만 여전히 당선무효형이다. 2020년 2월 27일 대법원에서 상고가 기각되어 의원직을 상실하였다.

## 역대 선거 결과
|  | 18.61% |

|  | 28.18% |

|  | 23.17% |